# Future Shock (álbum)
Future Shock es el cuarto álbum de la banda de rock Gillan, publicado en 1981. Logró llegar al puesto número 2 en las listas británicas (el más alto del grupo), mientras que en Suecia llegó al puesto 45. Este es el último LP realizado con Bernie Tormé, dado que fue despedido en junio de ese mismo año. 

## Grabación y Contenido
El título está tomado del libro de Alvin Toffler "Future Shock" de 1970, además el LP original tenía una portada desplegable, con páginas centrales e ilustraciones hechas por Alan Daniels para Young Artists.
Para 1981, Gillan ya era una de las bandas más populares en gran parte de Europa, donde ya habían liderado un Reading Festival en 1980, además de numerosas apariciones y performances en televisión y programas de radio. La salida de Future Shock permitió a la banda embarcarse en la gira más larga de su carrera atravesando Europa, Asia y Oceanía, la cual tuvo como resultado la baja de Bernie Tormé durante los shows en Alemania, pese a que Tormé en una entrevista aclaró que tenía pensado retirase del grupo, el resto de los intregantes coincidió que fue expulsado debido a su falta de compromiso con las decisiones del mánager, siendo reemplazado por Janick Gers, guitarrista de White Spirit y futuro miembro de Iron Maiden.
En 2005, Future Shock fue nombrado en el puesto 467 de la revista Rock Hard, en el bookazine Los 500 Discos del Rock & Metal Más Grandes de Todos los Tiempos.
En 1989, Future Shock fue reeditado en CD con varios bonus tracks, mientras que en 2007, fue remasterizado por Edsel con comentarios retrospectivos del propio Ian y las ilustraciones originales, además de imágenes de diferentes singles, afiches y EPs editados por aquel entonces.

## Canciones
- Todas las canciones escritas por Ian Gillan, Bernie Tormé y John McCoy, excepto las indicadas.

Lado 1
1. "Future Shock" – (3:06)
2. "Night Ride Out of Phoenix" – (5:06) (Ian Gillan, Colin Towns)
3. "(The Ballad Of) The Lucitania Express" – (3:10)
4. "No Laughing in Heaven" – (4:58) (Ian Gillan, John McCoy, Bernie Tormé, Colin Towns, Mick Underwood)
5. "Sacre Bleu" – (3:03)
6. "New Orleans" – (2:37) (Frank Guida/Joseph Royster)

Lado 2
1. "Bite the Bullet" – (4.50) (Ian Gillan, Colin Towns)
2. "If I Sing Softly" – (6.10)
3. "Don't Want the Truth" – (5.40)
4. "For Your Dreams" – (5.04) (Ian Gillan, Colin Towns)

## Reedición en CD
1. "Future Shock" – (3.06)
2. "Night Ride Out Of Phoenix" – (5.06) (Ian Gillan, Colin Towns)
3. "(The Ballad Of) The Lucitania Express" – (3.10)
4. "No Laughing In Heaven" – (4.58) (Gillan, McCoy, Tormé, Towns, Underwood)
5. "Sacre Bleu" – (3.03)
6. "New Orleans" – (2.37) (Guida, Royster)
7. "Bite The Bullet" – (4.50) (Ian Gillan, Colin Towns)
8. "If I Sing Softly" – (6.10)
9. "Don't Want The Truth" – (5.40)
10. "For Your Dreams" – (5.04) (Ian Gillan, Colin Towns)
11. "One For The Road" – (3.03) (Ian Gillan, Colin Towns)
12. "Bad News" – (3.08) (Gillan, McCoy, Tormé, Underwood)
13. "Take A Hold Of Yourself" – (4.42) (Gillan, McCoy, Towns, Underwood)
14. "Mutually Assured Destruction (M.A.D.)" – (3.13) (Gillan, McCoy, Towns, Underwood)
15. "The Maelstrom (Longer Than The A Side)" – (5.07) (Gillan, McCoy, Tormé, Towns, Underwood)
16. "Trouble" – (2.39) (Leiber, Stoller)
17. "Your Sister's on My List" – (4.07) (Ian Gillan, Colin Towns)
18. "Handles on Her Hips" – (2.10)
19. "Higher and Higher" – (3.42)
20. "I Might As Well Go Home (Mystic)" – (2.16) (Ian Gillan, Colin Towns)

## Créditos
- Ian Gillan – Voz.
- Bernie Tormé – Guitarra.
- John McCoy – Bajo.
- Colin Towns – Teclados.
- Mick Underwood – Batería, percusión.

## Posicionamiento en listas
| País        | Lista             | Posición |
| ----------- | ----------------- | -------- |
| Reino Unido | UK Charts         | 2        |
| Suecia      | Sverigetopplistan | 45       |